# Gymnodia nigrogrisea
Gymnodia nigrogrisea är en tvåvingeart som först beskrevs av Karl 1939.  Gymnodia nigrogrisea ingår i släktet Gymnodia och familjen husflugor. Inga underarter finns listade i Catalogue of Life.